# Kadzidło

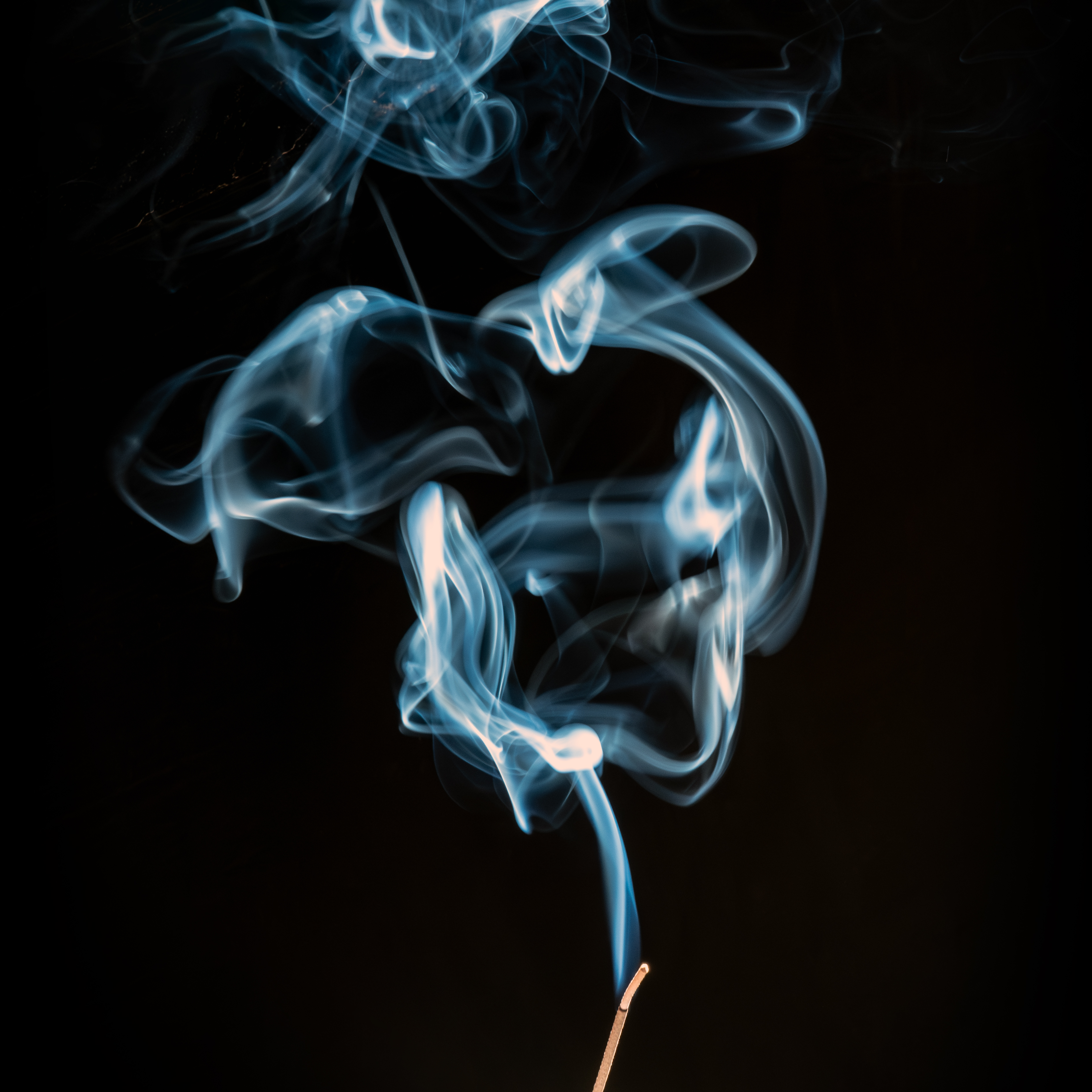
Dym z kadzidła

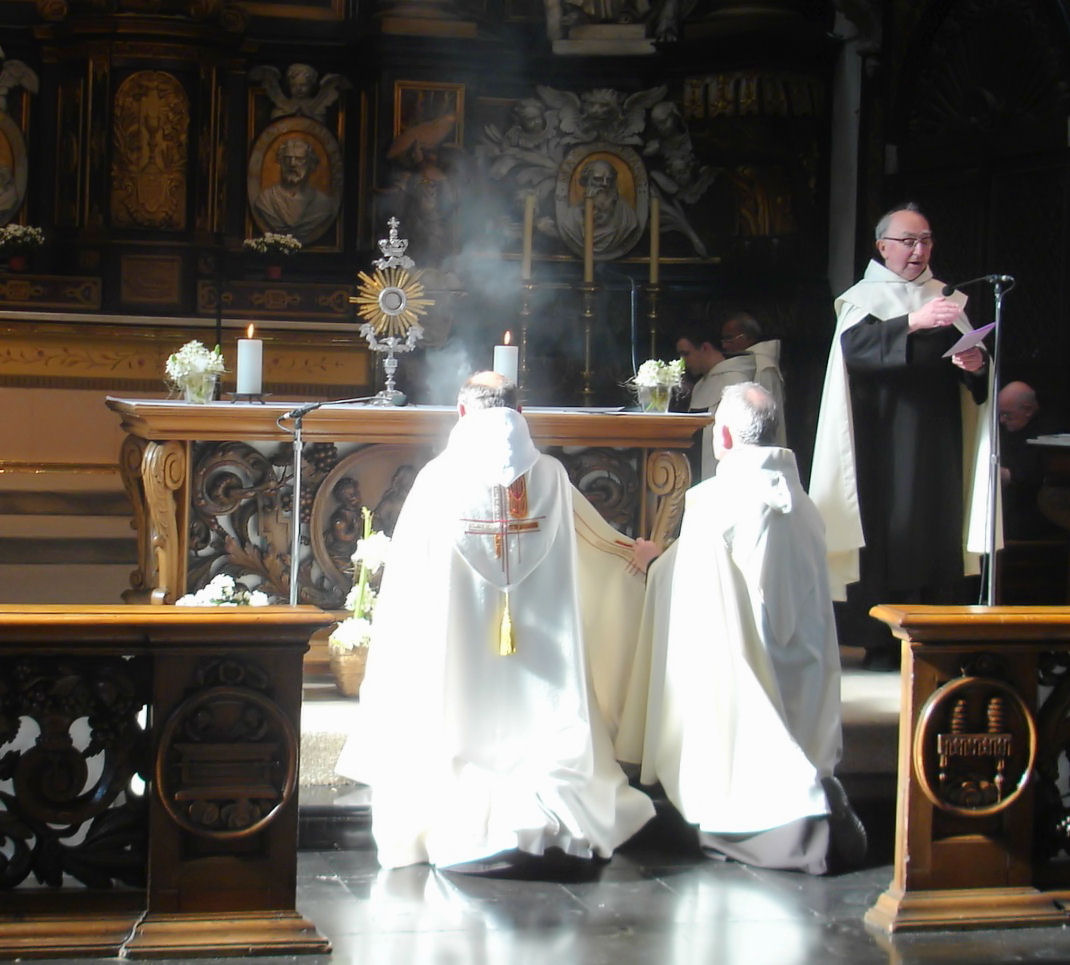
Okadzanie kadzidłem w Kościele katolickim

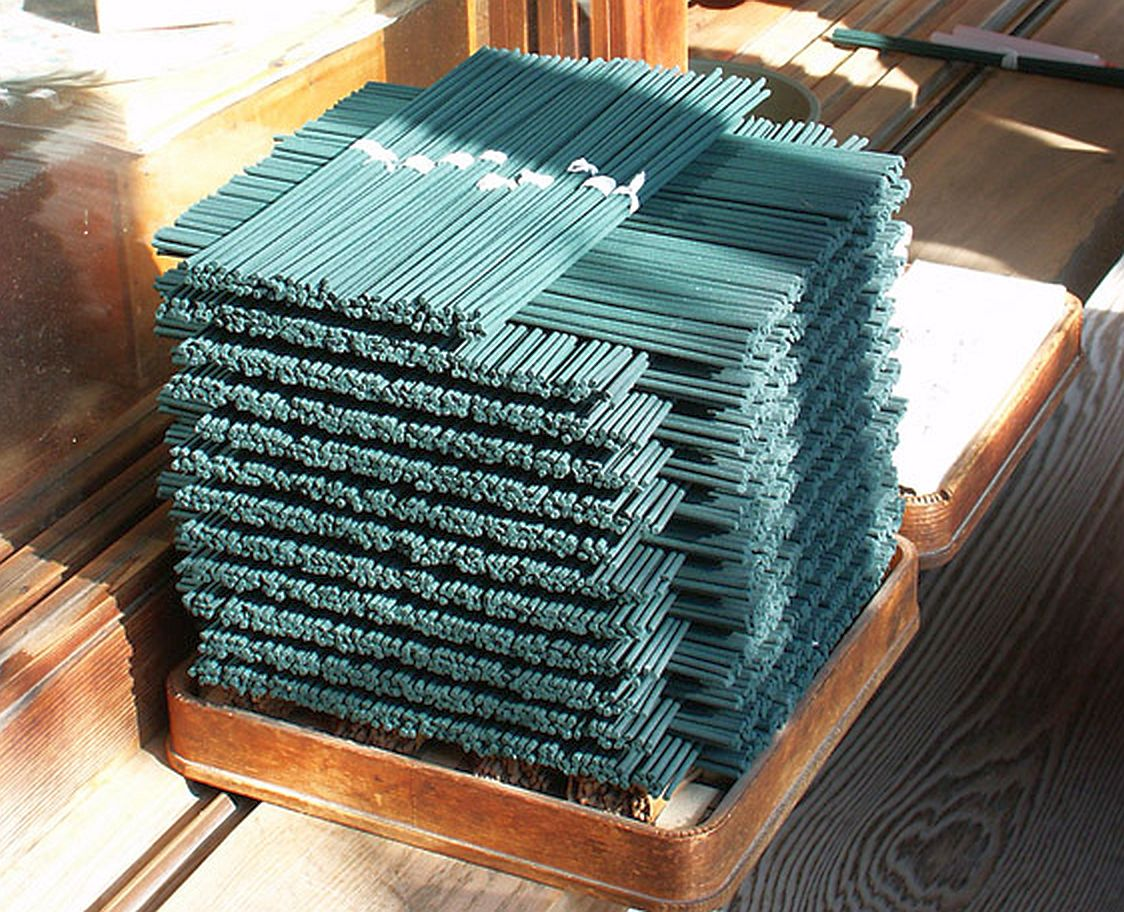
Kadzidełka zapachowe

Kadzidło (arab. لبٌان, lubbān, hebr. ketoret, gr. libanos, thymiana, łac. tus, incensum) – substancje zapachowe pochodzenia naturalnego uwalniane podczas spalania, stosowane w rytuałach religijnych, medytacji, w kosmetyce, kuchni i medycynie.
W rejonie Morza Śródziemnego kadzidło (tutaj zwane olibanum) powstawało z substancji żywicznej otrzymywanej z przedstawicieli rodzaju kadzidla (kadzidłowiec) (Boswellia sacra, Boswellia serrata) z dodatkiem innych gatunków aromatycznych roślin z rodziny osoczynowatych (Burseracerae). Gatunki, z których uzyskuje się surowiec, to niskie drzewa i krzewy występujące na terenie Afryki i Bliskiego Wschodu. Uszkodzenie kory powoduje sączenie żywicy, która po zaschnięciu jest zbierana. Wyschnięta żywica przypomina kawałki rozdrobnionego bursztynu. W czasach przed Imperium Rzymskim cena kadzidła była wyższa niż cena złota. Od starożytności kadzidło jest substancją używaną do celów kultu. Podczas spalania w kadzielnicy wydziela przyjemny zapach. Odświeżający, cytrusowy aromat olibanum sprawia, że od tysiącleci jest używany w rytuałach oczyszczających i w medytacji. Poza zasięgiem roślin z rodzaju kadzidla stosowane są kadzidełka wytwarzane z innych substancji zapachowych.

## Naturalne surowce

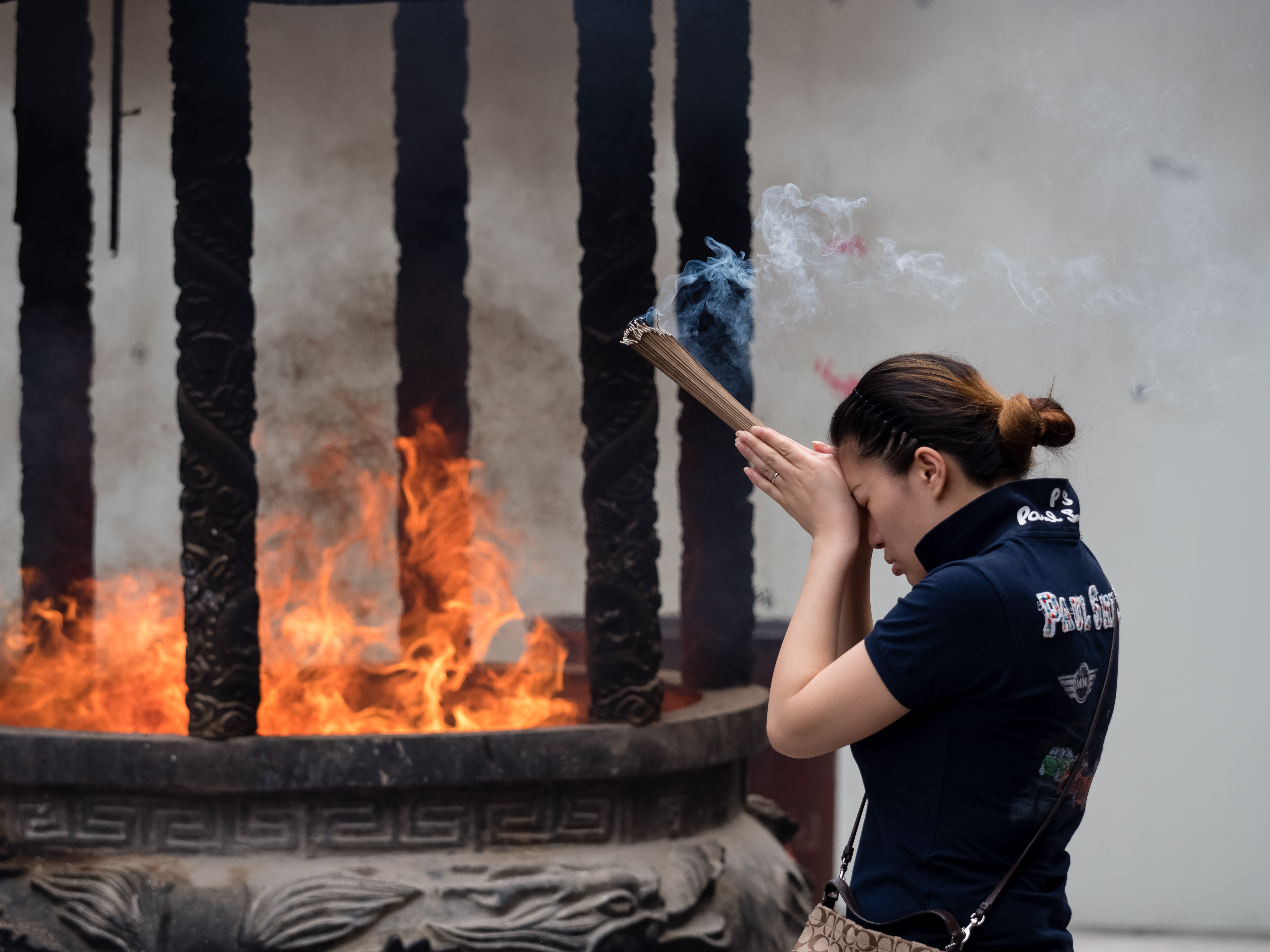
Kobieta pali kadzidło w świątyni Nefrytowego Buddy w Szanghaju

| Drewno i kora - orlan malakkański - cedr - sandałowiec - cyprys - cynamonowiec Owoce i nasiona - bergamotka - kolendra - jałowiec - gałka muszkatołowa - anyż - wanilia | Żywice - styraks - kopal - olibanum - mirra - ladanum - smocza krew - galbanum - elemi - kamfora - sandarak - guggul - opoponax - balsam tolu | Liście - szałwia lekarska - wawrzyn szlachetny (laur) - herbata chińska Korzenie i kłącza - wetiweria pachnąca - kosaciec niemiecki (irys) - tatarak zwyczajny - nard - galangal - perz właściwy | Kwiaty i pąki - goździki - lawenda - szafran Substancje pochodzące od zwierząt - ambra - piżmo - cybet - strój bobrowy |

## Religia
W starożytnej Grecji używano kadzidła w celach kultowych, prawdopodobnie od VII w. p.n.e. W Rzymie od III w. odgrywało dużą rolę w kulcie prywatnym i publicznym oraz w kulcie cesarza.
Kadzidło ma szerokie zastosowanie w wielu religiach i dzisiaj:
- buddyzmie
- chrześcijaństwie
- hinduizmie
- islamie
- judaizmie
- konfucjanizmie
- neopogaństwie
- shintō
- taoizmie.

W judaizmie kadzidło jest wyrazem czci oddawanej Bogu przez naród i używane było tylko do celów sakralnych; użycie w innych celach było zakazane. Ołtarz kadzielny w świątyni jerozolimskiej stał na miejscu świętym, a kadzidło mógł zapalić tylko kapłan. Wierzono, że dym kadzidła osłania go przed porażeniem spowodowanym bliską obecnością Boga. Codziennie w świątyni spalano około 0,9 kg importowanego z innych krajów kadzidła.
Starotestamentowy obraz wznoszącej się ku górze woni kadzidła jest symbolem modlitwy: „Niech moja modlitwa będzie stale przed Tobą jak kadzidło; wzniesienie rąk moich jak ofiara wieczorna” (Ps 141,2). Symbol ten jest on obecny również w liturgii chrześcijańskiej (Ap 8,4). Kadzidła używa się dla podniesienia uroczystego nastroju niektórych nabożeństw, a także dla okazania czci osobom lub świętym przedmiotom (w katolicyzmie i prawosławiu), okadza się więc hostie, ołtarz, relikwie, osoby, zwłoki podczas pogrzebu. Szczególnie często kadzidła używają liturgie wschodnie.
Według Ewangelii Mateusza kadzidło było jednym z trzech darów Mędrców ze Wschodu przyniesionych narodzonemu Chrystusowi.

## Skutki zdrowotne
W wyniku spalania wschodnich kadzidełek powstają szkodliwe dla zdrowia substancje kancerogenne, np. benzen i węglowodory poliaromatyczne. Intensywne stosowanie kadzidełek wiąże się ze zwiększoną zachorowalnością na nowotwory.
Kadzidło wytwarzane z żywic kadzidłowców działa leczniczo, zawiera bowiem seskwiterpeny zwiększające utlenowanie mózgowia, co bardzo korzystnie wpływa na pracę podwzgórza, a tym samym gospodarkę hormonalną, stany emocjonalne, procesy uczenia się i zwiększa odporność organizmu.